# 去甲橘皮素
去甲橘皮素（化学名：5,6,7,8,4'-五羟基黄酮，5,6,7,8,4'-Pentahydroxyflavone）是一种五羟基黄酮，分子式C15H10O7，存在于一些欧夏至草属植物和球囊霉科真菌中。